# 세화중학교
세화중학교(細化中學校)는 대한민국 제주특별자치도 제주시 구좌읍 세화리에 있는 공립 중학교이다.

## 학교 연혁
- 1950년 10월 8일 : 세화중학원 설립 인가(제주도지사)
- 1951년 10월 14일 : 세화중학교 3년제 인가 및 개교
- 1954년 5월 22일 : 세화고등학교 병설 인가
- 1974년 3월 1일 : 교육부 지정 시청각 연구학교
- 1975년 1월 8일 : 세화중·고 분리(고등학교 이설)
- 1977년 3월 1일 : 제주도교육청 지정 체육 연구학교 운영
- 1985년 3월 1일 : 특수 학급 1학급 인가
- 1989년 3월 1일 : 문교부 지정 연구학교 운영(2년)
- 2001년 3월 1일 : 제주도교육청 지정 독서교육 연구학교 운영(1년)
- 2003년 3월 1일 : 교육인적자원부 지정 도서관 활용 연구학교 운영(2년)
- 2004년 4월 22일 : 학교 도서관(월랑학습관) 개관
- 2009년 4월 1일 : 인조잔디구장 개장
- 2010년 3월 1일 : 학력향상 중점 자율학교 운영(1년)
- 2013년 12월 22일 : 다목적강당 ‘웅비관’ 개관
- 2014년 3월 1일 : 인성교육 실천 연구학교 운영(1년)
- 2022년 3월 1일 : 제30대 교장 고승관 선생 부임
- 2024년 3월 1일 : 제주형 자율학교(다혼디배움학교) 재지정 및 운영 (~2028.2.28.)
- 2024년 3월 1일 : 인성교육 시범학교 운영(2024.3.1. ~ 2026.2.28.)
- 2025년 1월 6일 : 2024학년도 졸업식(졸업생 63명(남 38명, 여 25명), 졸업생 누계 12,857명)
- 2025년 3월 4일 : 2025학년도 입학식(신입생 56명(남 38명, 여 18명))

## 참고 자료
- 세화중학교 - 한국교육학술정보원 학교알리미